# 中華人民共和国副主席
中華人民共和国副主席（ちゅうかじんみんきょうわこくふくしゅせき、中国語：中华人民共和国副主席、英語：Vice President of the People's Republic of China）は、中華人民共和国の国家代表である中華人民共和国主席の職務遂行を補佐する官職。国家副主席（こっかふくしゅせき）とも呼ばれる。他国における副大統領に相当する職である。

## 歴史
1949年10月1日に中華人民共和国が建国され、中央人民政府が設置されると、毛沢東が中央人民政府主席（ちゅうおうじんみんせいふしゅせき）として国家元首に就任し、朱徳・劉少奇・宋慶齢・李済深・張瀾・高崗の6名が中央人民政府副主席に任命された。
1954年に中華人民共和国憲法（1954年憲法）が制定されると、中央人民政府主席・副主席の職は廃止され、代わりに中華人民共和国主席（ちゅうかじんみんきょうわこくしゅせき）・副主席（-ふくしゅせき）が設置され、初代国家主席には毛沢東、国家副主席には朱徳が就任した。国家副主席の定員は憲法上とくに定められていなかったものの、1954年憲法の第46条の規定（国家主席が空位となった場合、国家副主席が主席の地位を継承する）から、当然1名と考えられていたが、劉少奇が第2代国家主席に就任した1959年の第2期全国人民代表大会第1回会議において、宋慶齢と董必武の2名が選出された。
文化大革命によって劉少奇が打倒され、1968年に国家主席を解任されると、国家副主席の宋慶齢と董必武が空席となった国家主席の職権を代行し、1975年1月の憲法改正によって国家主席が廃止されたが、それにともない、国家副主席の職も廃止された。
1982年の憲法改正により、国家主席とともに国家副主席は再設置され、モンゴル族のウランフ（烏蘭夫）が少数民族では初めて選出された。再設置当初、国家主席と国家副主席の両職とも中国共産党や中国人民解放軍の長老を遇するための名誉職と化していた。
中国共産党中央委員会総書記兼国家主席の江沢民が、1998年に中国共産党中央政治局常務委員（共産党の最高幹部）の胡錦濤（当時55歳）を国家副主席に任命して以来、国家副主席は次期国家主席の候補ポストと見なされていた。さらに、胡錦濤政権の第二期において、習近平（当時54歳）も壮年政治家として国家副主席に選出された。国家主席就任への「踏み台」という色が濃くなった。
1998年から2013年まで、国家副主席の地位は党総書記（最高指導者）へとつながるものとして、重要な政治的意味をもっている。
しかし、習近平政権が発足して以降、2018年に就任した王岐山と2023年に就任した韓正の両者とも、最高指導部の政治局常務委員会から退任したベテラン政治家である。国家副主席の職も「引退への花道」に変化し、再び名誉職として復活した。

## 選出
現行の中華人民共和国憲法（1982年憲法）によると、国家主席と同様、中華人民共和国の公民（国民）で、選挙権および被選挙権を有する満45歳以上の者が、全国人民代表大会（全人代）によって国家副主席に選出される。任期は5年、連続3選は禁止されていたが、2018年3月の憲法改正で任期制限は撤廃された。なお、国家副主席が任期途中で欠けた場合、全人代で補選を行う。

## 職権
- 国家主席の職務遂行を補佐する。
- 国家主席の委託を受けて、国家主席の一部職権を代行する。
- 国家主席が欠位となった場合、国家主席の地位を継承する。

## 歴代副主席の一覧
| 代                                                   | 氏名                                                 | 就任                                                 | 退任                                                 | 政党                                                    | 国家主席                                             | 全人代（中央人民政府副主席は政治協商会議）           |
| 中華人民共和国中央人民政府副主席 （1949年 - 1954年） | 中華人民共和国中央人民政府副主席 （1949年 - 1954年） | 中華人民共和国中央人民政府副主席 （1949年 - 1954年） | 中華人民共和国中央人民政府副主席 （1949年 - 1954年） | 中華人民共和国中央人民政府副主席 （1949年 - 1954年）    | 中華人民共和国中央人民政府副主席 （1949年 - 1954年） | 中華人民共和国中央人民政府副主席 （1949年 - 1954年） |
| ---------------------------------------------------- | ---------------------------------------------------- | ---------------------------------------------------- | ---------------------------------------------------- | ------------------------------------------------------- | ---------------------------------------------------- | ---------------------------------------------------- |
| 1                                                    | 朱徳 劉少奇 宋慶齢 李済深 張瀾 高崗                  | 1949年10月1日                                        | 1954年9月27日                                        | 中国共産党 中国国民党革命委員会 中国民主同盟 中国共産党 | 毛沢東 （中央人民政府主席）                          | 第1期政協                                            |
| 中華人民共和国副主席 （1954年 - 1975年）             |                                                      |                                                      |                                                      |                                                         |                                                      |                                                      |
| 2                                                    | 朱徳                                                 | 1954年9月27日                                        | 1959年4月27日                                        | 中国共産党                                              | 毛沢東                                               | 第1期                                                |
| 3                                                    | 宋慶齢 董必武                                        | 1959年4月27日                                        | 1965年1月3日                                         | 中国国民党革命委員会 中国共産党                         | 劉少奇                                               | 第2期                                                |
| 3                                                    | 宋慶齢 董必武                                        | 1965年1月3日                                         | 1975年1月17日                                        | 中国国民党革命委員会 中国共産党                         | 劉少奇 （1968年10月30日解任）                        | 第3期                                                |
| 中華人民共和国副主席 （1982年 - ）                   |                                                      |                                                      |                                                      |                                                         |                                                      |                                                      |
| 4                                                    | ウランフ                                             | 1983年6月18日                                        | 1988年4月8日                                         | 中国共産党                                              | 李先念                                               | 第6期                                                |
| 5                                                    | 王震                                                 | 1988年4月8日                                         | 1993年3月12日 （在職中に死去）                       | 中国共産党                                              | 楊尚昆                                               | 第7期                                                |
| 6                                                    | 栄毅仁                                               | 1993年3月27日                                        | 1998年3月15日                                        | 中国民主建国会 （中国共産党）                           | 江沢民                                               | 第8期                                                |
| 7                                                    | 胡錦濤                                               | 1998年3月15日                                        | 2003年3月15日                                        | 中国共産党                                              | 江沢民                                               | 第9期                                                |
| 8                                                    | 曽慶紅                                               | 2003年3月15日                                        | 2008年3月15日                                        | 中国共産党                                              | 胡錦濤                                               | 第10期                                               |
| 9                                                    | 習近平                                               | 2008年3月15日                                        | 2013年3月14日                                        | 中国共産党                                              | 胡錦濤                                               | 第11期                                               |
| 10                                                   | 李源潮                                               | 2013年3月14日                                        | 2018年3月17日                                        | 中国共産党                                              | 習近平                                               | 第12期                                               |
| 11                                                   | 王岐山                                               | 2018年3月17日                                        | 2023年3月10日                                        | 中国共産党                                              | 習近平                                               | 第13期                                               |
| 12                                                   | 韓正                                                 | 2023年3月10日                                        |                                                      | 中国共産党                                              | 習近平                                               | 第14期                                               |